# جایزه وایتهد
جایزهٔ وایتهد سالانه توسط انجمن ریاضی لندن وبه ریاضیدانان شاغل در آن کشور که در مراحل اولیه کار خود هستند اعطا می‌شود. این جایزه به افتخار پیشگام نظریهٔ هموتوپی جان هنری کنستانتین وایتهد نامگذاری شده است.
به‌طور ویژه، افرادی که برای دریافت جایزه در نظر گرفته می‌شوند باید در تاریخ اول ژانویه سالی که برای گرفتن جایزه کاندید می‌شوند در انگلستان اقامت داشته یا در آنجا تحصیل کرده باشند. همچنین داوطلبان باید کمتر از ۱۵ سال سابقه کار در مقطع فوق دکتری داشته و هیچگونه جایزهٔ دیگری از انجمن دریافت نکرده باشند.
ریاضیدان ایرانی کوچر بیرکار در سال ۲۰۱۸ و سهیلا فیض‌بخش در سال ۲۰۲۳ جزو برندگان این جایزه بودند.